# Geoffrey Roman
Geoffrey Roman (* 26. Februar 1982 in Karasburg) ist ein ehemaliger namibischer Fußballnationalspieler.
2003 wechselte der Stürmer von Germania Dattenfeld zum MSV Duisburg zu deren Amateuren, konnte sich aber dort nicht durchsetzen. Nach nur einem Jahr wechselte er erneut zu Rot-Weiß Oberhausen. Auch dort wurde er erst bei der zweiten Mannschaft eingesetzt, bis er den Sprung in die erste schaffte und Profi wurde. Der Namibier kam bei Rot-Weiss Oberhausen zu 7 Einsätzen in der 2. Bundesliga, in denen ihm auch ein Tor glückte.
Nach einer schweren Verletzung kehrte er zurück zu Germania Dattenfeld und begann dort in der zweiten Mannschaft des Vereins wieder mit dem Training. Nach dem Aufstieg der Dattenfelder in die Oberliga verließ er erneut den Verein und wechselte nach Namibia zum Civics FC.
Roman ist namibischer Fußballnationalspieler.

## Bisherige Vereine
- Germania Dattenfeld
- MSV Duisburg II
- Rot-Weiß Oberhausen